# Sosnivka, Novopskov
Sosnivka (în ucraineană Соснівка) este un sat în comuna Taniușivka din raionul Novopskov, regiunea Luhansk, Ucraina.

## Demografie
Componența lingvistică a localității Sosnivka
     Ucraineană (99,28%)
     Alte limbi (0,72%)
Conform recensământului din 2001, majoritatea populației localității Sosnivka era vorbitoare de ucraineană (99,28%), existând în minoritate și vorbitori de alte limbi.